# 川西栎
川西栎（学名：Quercus gilliana）是壳斗科栎属的植物，为中国的特有植物。分布于中国大陆的西藏、云南、甘肃、四川等地，生长于海拔1,500米至3,100米的地区，见于山地，目前尚未由人工引种栽培。

## 别名
野青冈（中国树木分类学）